# Stanislav Balán
Stanislav Balán (* 30. ledna 1986, Hodonín, Československo) je český hokejový útočník. Nastupoval za mládežnické výběry Zlína. V sezóně 2003/2004 poprvé nastoupil za zlínské A–mužstvo. Následující sezónu opět hrál za tamní juniory, ale vedle toho stihl ještě pět utkání za SHK Hodonín. Další rok zkoušel štěstí v kanadskoamerické soutěži Western Hockey League (WHL), kde hrál za Portland Winter Hawks. Po sezóně se ale vrátil zpět do Zlína, nicméně sedm utkání odehrál také za Třebíč. I v další sezóně – 2007/2008 – rozdělil své působení mezi dva kluby, a sice vedle Zlína nastoupil ke dvěma utkáním také ve dresu Prostějova. Další sezónu odehrál opět ve Zlíně, ale stihl během ní i pět utkání za jihlavskou Duklu. Další dva ročníky již kompletně strávil ve Zlíně. Od sezóny 2010/2011 působil ve slovenském Popradu. Ve městě nastoupil v Kontinentální hokejové lize (KHL) za HC Lev Poprad, avšak po šestnácti utkáních přešel do HK Poprad hrajícího slovenskou soutěž, v němž vydržel i následující sezónu. Po ní přestoupil do Karlových Varů, za které od té doby nastupuje.